# Kara Bajema
Kara Jane Bajema (nacida el 24 de marzo de 1998) es una jugadora profesional de voleibol estadounidense que juega como opuesta para la selección nacional de voleibol femenino de Estados Unidos y el club turco VakıfBank SK.

## Vida personal
Bajema nació en Bellingham, Washington en 1998. Pasó algunos de sus primeros años en Michigan antes de que su familia se mudara a Washington. Jugó fútbol hasta el séptimo grado antes de pasar al baloncesto y al voleibol. Tiene dos hermanos que también son deportistas: una hermana mayor que jugó fútbol en la Universidad de Carolina del Sur y un hermano que juega baloncesto.
Asistió a la escuela secundaria Lynden Christian . Fue una de las 100 mejores reclutas nacionales de voleibol en su clase de secundaria y fue miembro del primer equipo All-American de MaxPreps en 2015. Jugó voleibol y baloncesto y llevó a su escuela secundaria a múltiples títulos estatales, ganando premios de mejor jugadora en ambos deportes.

## Carrera profesional
Bajema, una jugadora estrella tanto en baloncesto como en voleibol, eligió concentrarse en el voleibol por el resto de su carrera. Fue reclutada como bloqueadora central cuando eligió jugar para la Universidad de Washington, pero hizo la transición a atacante externa antes del comienzo de su segunda temporada. Jugó voleibol de interior y de playa para Washington. En 2018, en su primera temporada como atacante externa en voley de piso, lideró al equipo con 475 remates y 533.5 puntos, la novena cantidad en una sola temporada y la mayor desde 2014. Fue nombrada en el tercer equipo de la selección All-American. En su último año en 2019, rompió un récord escolar de 17 años de más puntos en una temporada con 597, con un promedio de 4.63 por juego, y obtuvo los honores del Primer Equipo All-American. Terminó su carrera universitaria en el sexto lugar en la historia de la escuela con 1482 puntos.
Bajema se graduó de Washington en 2020 con una licenciatura en Educación, Comunidades y Organización.
En la temporada 2020-21 firmó con el club italiano Casalmaggiore, mientras que en la temporada siguiente lo haría con el club polaco DevelopRes Rzeszów. Con este equipo logró la doble corona de Copa y Supercopa polaca, más un subcampeonato de Liga en 2021. A nivel individual fue elegida como mejor opuesta de la Liga, además de jugadora más valiosa de la Copa.
En junio de 2022 se anunció su fichaje por el Vakıfbank S.K. de Turquía, con el que se consagró campeona de Europa tras vencer al Eczacibasi turco en mayo de 2023.

### Equipo nacional de Estados Unidos
En mayo de 2022, Bajema hizo su debut en la selección nacional cuando fue incluida en la lista de 25 jugadoras para el torneo de la Liga de Naciones de Voleibol FIVB 2022.

### Trayectoria
- Casalmaggiore (2020–2021)
- KS DevelopRes Bella Dolina Rzeszów (2021–2022)
- VakıfBank S.K. (2022–)

## Premios y honores

### Clubs
- 2021–2022 Liga TAURON – Medalla de plata, con KS DevelopRes Bella Dolina Rzeszów.
- Copa de Polonia 2021-2022 -  Campeona, con KS DevelopRes Bella Dolina Rzeszów.
- Copa de Polonia 2021-2022 - Jugadora más valiosa, con KS DevelopRes Bella Dolina Rzeszów
- Supercopa de Polonia 2021-2022 -  Campeona, con KS DevelopRes Bella Dolina Rzeszów.
- Liga de Campeones de voleibol femenino 2022-23 -  Campeona, con Vakifbank SK.